# Ривербенд (Вашингтон)
Ривербенд (енгл. Riverbend) насељено је место без административног статуса у америчкој савезној држави Вашингтон.

## Демографија
По попису из 2010. године број становника је 2.132, што је 98 (-4,4%) становника мање него 2000. године.
| Група             | 2000.         | 2010.         |
| Белци             | 2.080 (93,3%) | 1.927 (90,4%) |
| Афроамериканци    | 6 (0,3%)      | 10 (0,5%)     |
| Азијати           | 39 (1,7%)     | 35 (1,6%)     |
| Хиспаноамериканци | 58 (2,6%)     | 76 (3,6%)     |
| Укупно            | 2.230         | 2.132         |